# Lance Wyman
Lance Wyman (Newark, Estados Unidos, 2 de julio de 1937) es un diseñador gráfico estadounidense. Se formó en el Instituto Pratt, en Brooklyn, y desarrolló gran parte de su carrera profesional en México, donde realizó la mayoría de sus diseños más conocidos. Entre sus obras más representativas, se encuentran el logotipo de los Juegos Olímpicos de México 1968 y la gráfica institucional del Metro de la Ciudad de México, y el logo de Movilidad Integrada de la Ciudad de México mismos que llevó a cabo supervisado por el arquitecto Eduardo Terrazas, bajo la dirección del arquitecto y organizador de los juegos de la XIX Olimpiada, Pedro Ramírez Vázquez.[cita requerida]

## Biografía
Nació en Newark, Nueva Jersey en el año de 1937. Los primeros 19 años de su existir los vivió en las cercanías del Río Passaic. Su padre trabajó en un barco de pesca comercial, lo que le permitió navegar el Atlántico con él durante su época de estudiante. El joven Lance pasó su juventud en la zona industrial de Kearny trabajando en sus vacaciones con el fin de reunir recursos para pagar sus estudios universitarios.
La funcionalidad aparentemente carente de sentido de la estética del mar y de las fábricas fue un importante factor que lo llevó a diseñar. En 1960 se graduó en el Instituto Pratt en Brooklyn, Nueva York en Diseño Industrial. En ese momento el diseño gráfico era una influencia europea que estaba introduciéndose en las universidades americanas.
Cuando encontró a un estudiante de Diseño de Logotipos con Paul Rand en Yale, supo que diseñar logotipos era lo suyo. Empezó su carrera en Detroit, Míchigan, primero en General Motors, en donde participó en un programa de verano para estudiantes en el diseño de logos hipotéticos para GM. Fue en General Motors que realizó su primer trabajo profesional, con el diseñó de empaque para Delco "partes automotrices" y se crearon 1.200 empaques.
Después en la oficina de William Schmidt Asociación, en donde hizo los gráficos en 1962 para el Pabellón de EE. UU., en la feria de muestras en Zagreb, en aquel entonces Yugoslavia. El tema de la exhibición era "el Ocio Time"(Tiempo de descanso en inglés). Creó un logotipo del reloj de arena con un sol e imagen de la luna en la cima y lo montó como la entrada a la exhibición. Fue su primera experiencia en la construcción de un logotipo en un ambiente tridimensional.
Posteriormente realizó gráficos para el pabellón Chrysler de la Feria Mundial de 1964, que consistían en una serie de islas con diseños para niños, utilizó el tema de una mano señalando las diferentes direcciones, lo que le dio la idea de que los logos podrían tener un papel importante en un programa total de diseño.

### Creaciones en México
La identificación de un evento como son las olimpiadas no es cosa de juego pero si del juego visual con tonos históricos y políticos. La identidad debería justificar la aptitud del lugar de origen; sus costumbres sobrevivientes de la mezcla de culturas, sus comidas; sus contornos; su música; su arte; ¿Quién en México estaba equipado para organizar sistemáticamente un programa de esa magnitud? El Diseño Gráfico, como era conocido en Europa y los Estados Unidos, estaba prácticamente en desarrollo en México, según Arthur Solin, y, en los últimos diez años debido a su economía, estaba preparado para dar el gran paso para que fuese utilizado como parte de un sistema más amplio de comunicación –como ya lo hacía en otras sociedades que se enfrentaban con problemas de identidad, problemas, donde el diseño gráfico, tuvo una gran influencia en la atención a las necesidades y en la elaboración de productos, diferenciando entre la gran competencia de productos y servicios. Es por ello que se necesitaba a un diseñador de marca que diseñara un programa congruente y logístico. 
—Arthur Solin, America’s Graphic Design Magazine, Print mayo/junio 1968, XVII:III. 
—Traducido y editado por José Luis Ortiz Tellez.

El logotipo llamado “México 68” ganó el concurso.

En 1968, el sistema de comunicación, ideado por Pedro Ramírez Vázquez , desarrollado por Wyman para los Olimpiadas de 1968 incluyó la colaboración de Eduardo Terrazas y Manuel Villazón. Ellos desarrollaron pictografías que mostraban el equipo deportivo utilizado en cada evento, lo que logró una identificación inmediata.
También desarrolló con Beatrice Colle, José Luis Ortiz y Eduardo Terrazas los iconos de los 19 eventos culturales, los cuales colocó usando como fondo la silueta que da el 68. Los iconos de los servicios fueron desarrollados de tal forma que pudieran ser entendidos fácilmente por los atletas participantes, sin importar su nacionalidad o lengua.
El mexicano José Luis Ortiz Téllez, proveniente de Escuela Nacional de Artes Plásticas quien colaboró desde principios de 1967, bajo la dirección de Wyman desarrolló el alfabeto olímpico al estilo del México 68, así como titulares para continuar con el juego cinético con transiciones direccionales de líneas paralelas a las formas, objetos, letras, números, palabras y locaciones sugiriendo movimiento o desplazamiento a su alrededor. Enseguida fue terminar los símbolos deportivos; los símbolos culturales como parte de la señalética en las locaciones deportivas; los programas culturales; el desarrollo de los timbres postales por Wyman; la elaboración de carteles y apoyo gráfico para el departamento de Publicaciones y de Ornato Urbano en un sistema consistente; imagen, tipografía, fotografía, paleta de colores, redacción y todo lo que atañía a la comunicación de las olimpiadas.
Con Beatrice Colle Corcuera (mexicana-francesa), diseñó los boletos de los eventos, mismos que dividieron físicamente en tres segmentos. En la superior se encontraba la pictografía de la competencia deportiva y el lugar en donde se llevaría a cabo el evento (Estadio Azteca, Palacio de los Deportes, Estadio Olímpico Universitario, etc.) En la central, por medio de la sombra de figuras humanas entrando en el túnel, la puerta, y la fila del asiento. Además, en el extremo derecho, aparecía el costo en pesos mexicanos. En la inferior la fecha y con manecillas del reloj muestra la hora. El sistema resultó eficiente debido a que era dirigido a un público internacional y multilingüe, que fue guiado e informado de forma efectiva sin importar su nivel cultural, The New York Times publicó “Usted puede ser analfabeto en todos los idiomas con tal de que no sea daltónico”.
Fue destacando, además de por su creatividad, por su amplitud, ya que se colocaron en una de las ciudades más grandes del mundo. También se diseñó un sistema de señalética o señalización que dio la información de fluido a los usuarios en forma clara, consistente y fácil de entender, para ayudarlos a encontrar su camino. Philip Meggs en su libro “A History of Graphic Design”
 considera que es uno de los más acertados sucesos en la evolución de la identificación visual.
Diseñó también los logos para el hotel Camino Real, tomando como idea construcciones prehispánicas de Tula, así como el de la escuela de diseño industrial de la UNAM. Lo asistieron Ernesto Lehfeld Miller y José Luis Ortiz Téllez. Ya de vuelta a Nueva York, diseñó la identidad para el Museo de Arte Contemporáneo (Monterrey), el cual se basa en el juego de pelota mesoamericano.
En 1969 desarrolló el logo del Metro de la Ciudad de México  y los iconos de las estaciones. Además realizó los iconos de sus servicios usados también en timbres postales, con toda una integración multidimensional de símbolos, tipografías y colores que consigue una comunicación efectiva con su audiencia. Lo asistieron el arquitecto Quiñónez y Francisco Gallardo.
En 1970 participó en el diseño de la identidad visual para la Copa Mundial de Fútbol de 1970 en México, en la compañía Internacional de Promocines con iniciativa privada. Lance era el director de diseño y José Luis Ortiz Téllez el director de arte y diseñador. Lance diseñó una aguilita, y José Luis la nombró “Pico”. Así el personaje característico nace y se hacen múltiples aplicaciones con la ayuda del ilustrador Inglés Robin Bath: Picorete, Picoso, y Pícaro. Teresa Struck, directora creativa mexicana en la agencia de publicidad Doyle Dane & Bernbach, desarrolló junto con la Lotería Nacional de México un concurso para pronosticar los resultados de los juegos llamado “Millón y Pico”, eslogan publicitario creado por Teresa y José Luis.
En 1971, regresó a New York y se asoció con Bill Cannan billcannandesign.com para crear la Compañía Wyman & Cannan, hasta 1979. A partir de 1973 enseña en Parsons School of Design y en 1979 inicia su propia Compañía: Lance Wyman, Ltd, donde ha desarrollado múltiples programas de diseño: –Hoteles Presidente, –Camino Real, –Caleta y Jurica, –Empaques de cartón (Titán), –industrias minerales y acereras, –tiendas departamentales y participó con el arquitecto Ricardo Legorreta en variados proyectos. Para el gobierno mexicano realizó el programa gráfico para la Central de Abastos, y la identidad del Papalote, Museo del Niño. En los años 1970 diseñó junto con su socio Bill Cannan el mapa del Metro en Washington D. C., mostrando rutas, estaciones, centros importantes y puntos de conexión, donde nuevamente José Luis Ortiz se integra a colaborar con la compañía. Treinta años después, fue llamado nuevamente en 2011 para diseñar un nuevo mapa con modificaciones y alteraciones, ya con nuevas rutas.